# Кіжингинський дацан
Кіжингинський дацан «Дечен Даші Лхумболінг» — буддійський монастир (дацан) в Кіжингинському районі Бурятії; розташований за 12 км на північний захід від районного центру — села Кіжинга, та за 1 км на північ від Кіжингинського тракту — регіонального автошляху 03К-010.
Належить до тибетської школи гелуг і входить до Буддійської традиційної сангхи Росії. Є одним з найбільших буддійських храмових комплексів Бурятії.

## Історія
Дацан був заснований в 1758 році і спочатку розташовувався в повстяній юрті на схилі гори Шілсана. У 1773 році побудований дерев'яний храм, згодом він згорів внаслідок пожежі. У вогні загинула священна реліквія — 16-томна книга «Юм».
Після пожежі тайши хорі-бурятів Дамба-Дугар Рінчіне звернувся з проханням до іркутського губернатора Ф. М. Кличка щодо будівництва нового дацану. За наказом губернатора, в 1782 році був побудований новий храм-дуган поруч з Кодунським Станком, тому і дацан в той час спочатку називався Кодунським.
На той момент це був єдиний дацан у хорі-бурятів. У ньому проводили служби 79 лам і шраманерів. Першим ширеете (настоятелем) став лама Лубсан Намжил, виходець з Тибету. Пізніше, в 1775, 1806 і 1821 роках, на території Кодунського дацану були побудовані ще три дацани.
В прихід дацану входили буряти, що жили на території сучасних Кіжингинського, Єравнинського, Хоринського і Заіграєвського районів Бурятії, а також західних районів сучасного Забайкальського краю.
Однак, для більшої частини віруючих Кодунський дацан географічно виявився віддаленим. Тому вони звернулися до генерал-губернатора Східного Сибіру М. М. Муравйова з проханням про дозвіл перенесення дацану в більш зручне місце. У 1853 році дозвіл було отримано, і в пониззі річки Заха-Шибірь, на північній стороні річки Кіжинги, був заснований новий Кіжингинський дацан.
У 1891 році було завершено будівництво двоповерхового соборного храму — Цогчен-дугана. Була відкрита монастирська школа Чойра (факультет Цанід). Кіжингинський дацан став одним з центрів філософської буддійської освіти.
У наступні роки дацан продовжував розвиватися: були побудовані три дугани, а також Майдарин суме, Мунхе Маані, вісім шодонів-субурганів. Кількість лам і хувараків сягала 520 осіб.
Кіжингинський дацан відрізнявся своєю красою і багатством. Монастирські майстри й умільці з навколишніх улусів були знамениті своєю майстерністю у виготовленні культових виробів. У своїй роботі вони застосовували різні техніки: лиття, штампування, карбування, ліплення з глини, пап'є-маше, кераміку, різьбу по каменю і дереву, вишивання.
У 1919 році в долині річки Кіжинги була побудована та освячена Велика Ступа Джарун Хашор.
Після Жовтневої революції (1917 р.), в 1937 році, Кіжингинський дацан був зруйнований дощенту. Частково надбання дацану було розкрадено, статуї розбиті, найцінніші і рідкісні книги, листи, унікальні документи були спалені. Лами були репресовані.

## Відродження
Відродження Кіжингинського дацану почалося в 1991 році. На кошти, зібрані мирянами, був відновлений Цогчен-Дуган. Пізніше були відтворені Деваджин-дуган, Сахюусан-дуган і Маані-дуган.
Були встановлені великі статуї — восьмиметрова Будди Шак'ямуні (будди нашої ери), і триметрова Бодгісаттви Майтреї (будди майбутнього).
На території дацану є невеликий оригінальний храм-дуган у вигляді печери, присвячений великому просвітленому тибетському йогіну і поету середньовіччя Міларепі.
18 вересня 2011 року відбулося офіційне відкриття Палацу Будди Шак'ямуні, будівництво якого розпочалося в 2007 році.
При дацані є готель для почесних гостей. Поруч побудований невеликий стадіон, де під час буддійських свят проводяться традиційні змагання борців та лучників. Інтер'єр Цогчен-дугана також відрізняється від оформлення інших буддійських храмів Бурятії.

## Галерея

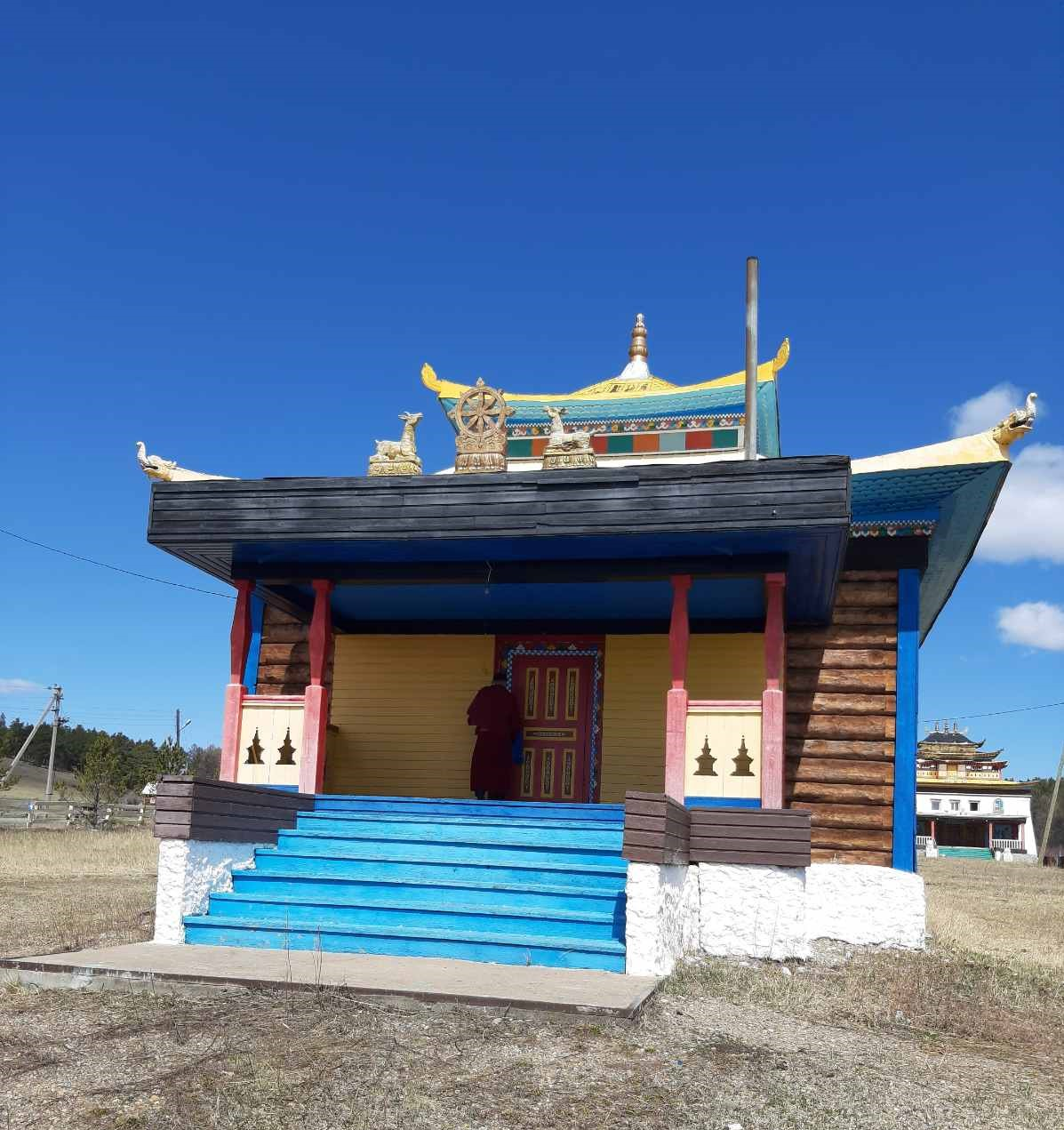
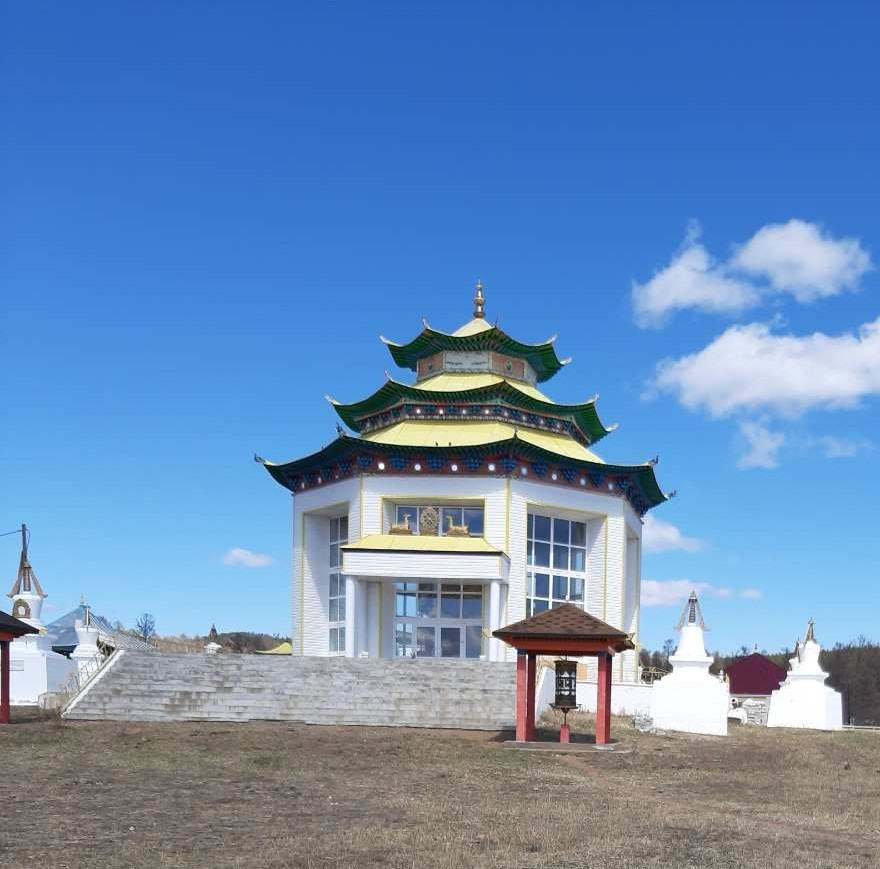
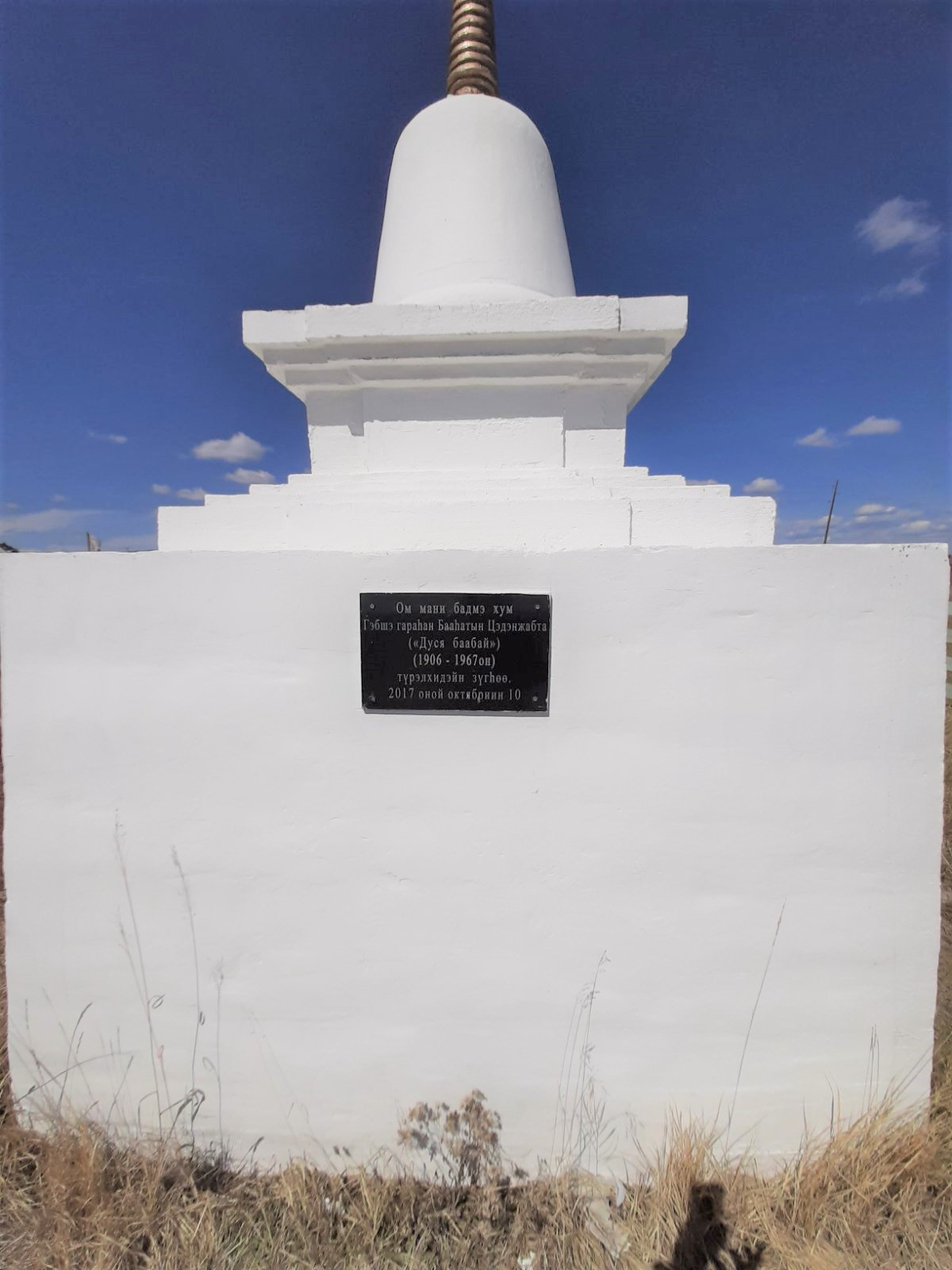
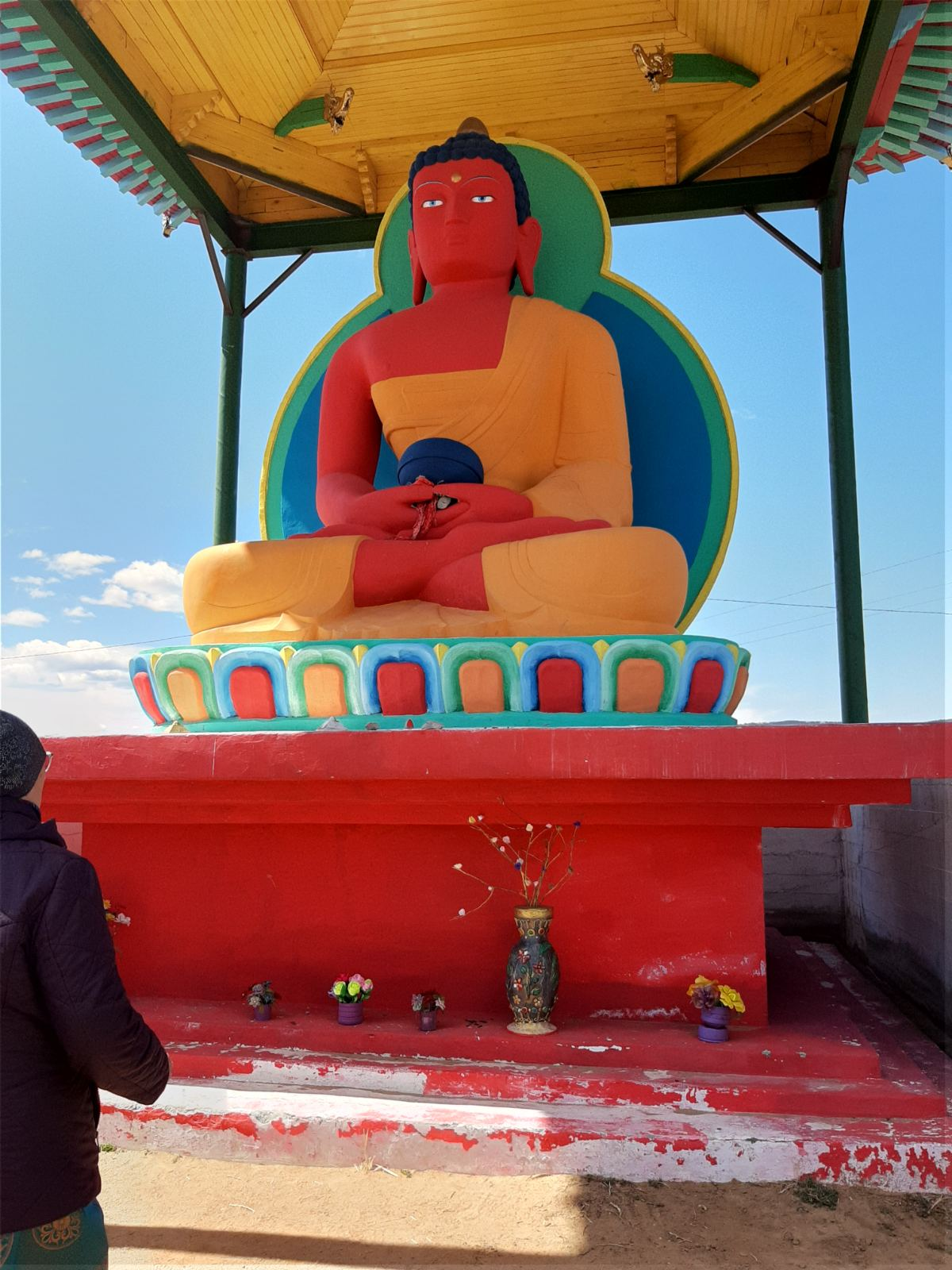
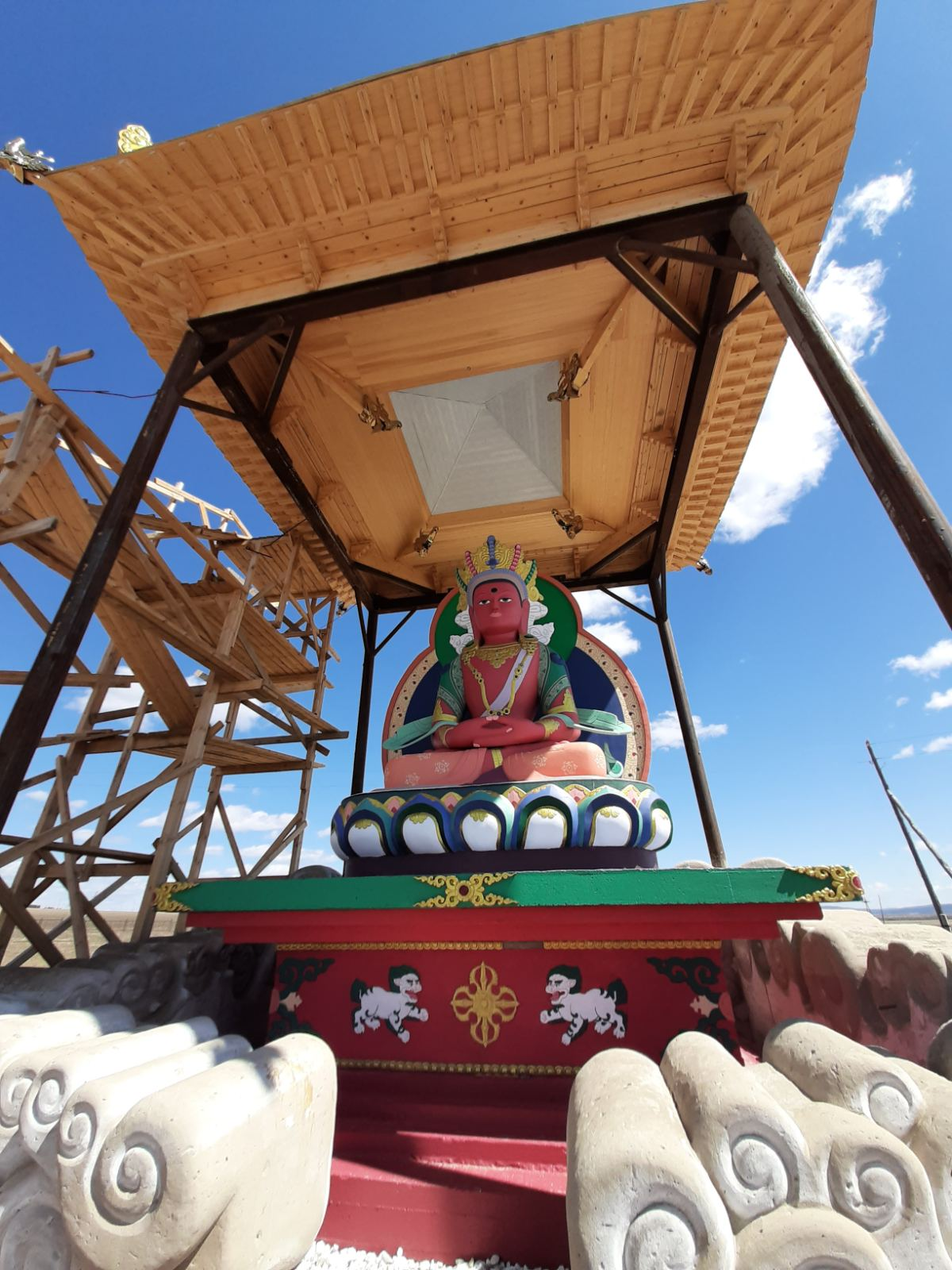